# Donkere korsetzweefvlieg
De donkere korsetzweefvlieg (Neoascia meticulosa) is een vliegensoort uit de familie van de zweefvliegen (Syrphidae). De wetenschappelijke naam van de soort is voor het eerst geldig gepubliceerd in 1763 door Scopoli.